# Both of Us (pjesma)
"Both of Us" je pjesma američkog repera B.o.B-a, objavljena 22. svibnja 2012., kao treći singl s njegovog drugog studijskog albuma, Strange Clouds (2012.). Pjesma sadrži vokale američke kantautorice Taylor Swift. Umjetnici su zajedno sa Ammarom Malikom i producentima pjesme, Dr. Lukeom i Cirkutom, napisali pjesmu, što je jedina suradnja između njih i Swift.
"Both of Us" je izdana uz pohvale kritike, većina je hvalila Swiftovu značajku, a neki su tu suradnju nazvali slatkom i melodičnom zaraznom pjesmom. Debitirala je na australskoj ljestvici singlova na 46. mjestu. Pjesma je prodana u 143 000 primjeraka u prvom tjednu od objavljivanja u Sjedinjenim Državama, debitirala je na 18. mjestu US Billboard Hot 100 i postala top debi tjedna.

## Ljestvice
| Ljestvice                  | Najviša pozicija |
| -------------------------- | ---------------- |
| Australija                 | 1                |
| Irska                      | 26               |
| Kanada                     | 23               |
| Novi Zeland                | 10               |
| Sjedinjene Američke Države | 18               |
| Ujedinjeno Kraljevstvo     | 5                |